# 逆温度
逆温度（ぎゃくおんど、英語: inverse temperature） は、統計力学において定義される物理量。統計集団を用いて平衡状態を記述する際、パラメーターとして現れる。逆温度βは絶対温度Tとボルツマン定数kBを用いて次のように定義される。
{\displaystyle \beta ={\frac {1}{k_{\rm {B}}T}}}

## 統計力学における定義
統計力学では、逆温度βは接触した二つの系の平衡状態を考えることで定義される。
熱的に接触した二つの系1と2を考え、それぞれのエネルギーをE1、E2とする。E1とE2の和を一定であるとしてEとおく。それぞれの系の状態数をΩ1、Ω2とすると、状態数Ωiはエネルギー Ei を含む関数であるので、二つの結合した系の状態数は次のように表せる。
{\displaystyle \Omega (E_{1}+E_{2})=\Omega _{1}(E_{1})\Omega _{2}(E_{2})=\Omega _{1}(E_{1})\Omega _{2}(E-E_{1})\,}
ここで、平衡状態に達した系の状態数は停留値をとると仮定すると、平衡状態において上式の両辺をE1で微分して、
{\displaystyle {\frac {\partial }{\partial E_{1}}}\Omega (E_{1}+E_{2})=\Omega _{2}(E_{2}){\frac {\partial }{\partial E_{1}}}\Omega _{1}(E_{1})+\Omega _{1}(E_{1}){\frac {\partial }{\partial E_{2}}}\Omega _{2}(E_{2})\cdot {\frac {\partial E_{2}}{\partial E_{1}}}=0}
となる。一方、E1 + E2 = E（Eは定数）であるので、 
{\displaystyle {\frac {\partial E_{2}}{\partial E_{1}}}=-1}
となり、これを用いると、
{\displaystyle \Omega _{2}(E_{2}){\frac {\partial }{\partial E_{1}}}\Omega _{1}(E_{1})-\Omega _{1}(E_{1}){\frac {\partial }{\partial E_{2}}}\Omega _{2}(E_{2})=0}
すなわち、
{\displaystyle {\frac {\partial }{\partial E_{1}}}\ln \Omega _{1}(E_{1})={\frac {\partial }{\partial E_{2}}}\ln \Omega _{2}(E_{2})}
となる。この関係式よりβを次のように定義する。
{\displaystyle \beta ={\frac {\partial }{\partial E}}\ln \Omega (E)}

## 熱力学との関係
上の項で統計力学的に定義したβを、熱力学の関係式と比較することで、逆温度βと絶対温度Tの関係式が求まる。
エントロピーの定義式
{\displaystyle S=k_{\rm {B}}\ln \Omega \,}
より、lnΩをβの定義式へ代入すると、
{\displaystyle \beta ={\frac {1}{k_{\rm {B}}}}{\frac {\partial S}{\partial E}}}
となる。これを熱力学の公式
{\displaystyle {\frac {\partial S}{\partial E}}={\frac {1}{T}}}
と比較すると、βとTの関係式が次のように求まる。
{\displaystyle \beta ={\frac {1}{k_{\rm {B}}T}}}

## 関連記事
- 熱力学温度
- 統計集団